# Heke Peak
Der Heke Peak ist ein 2175 m hoher Berg im ostantarktischen Viktorialand. In der Royal Society Range ragt er aus einem Gebirgskamm auf, der die Südwand des Mitchell-Gletschers an dessen Kopfende bildet.
Das New Zealand Geographic Board benannte ihn 1993 nach Randal Heke (* 1928), Vorarbeiter des Bautrupps, der 1957 die neuseeländische Scott Base auf der Ross-Insel errichtet hatte.